# Festivalul Internațional de Film de la Alexandria
Festivalul Internațional de Film din Alexandria pentru țările mediteraneene (în arabă مهرجان الإسكندرية السينمائي الدولي, în limba engleză  Alexandria International Film Festival , AIFF ), cunoscut și ca Festivalul Internațional de Film de la Alexandria, este un festival cinematografic organizat anual în orașul egiptean Alexandria în luna octombrie.

## Istorie
Festivalul a fost fondat în 1979 de Asociația egipteană a scriitorilor de film critic (EAFWC), creată în 1973 de criticul Kamal Al-Malakh. Obiectivul festivalului este de a lărgi cultura filmului și de a consolida relația dintre realizatorii din întreaga lume, în special din țările mediteraneene.

## Competiția oficială
Competiția oficială a festivalului este limitată la lungmetrajele din țările mediteraneene, în timp ce mai multe țări internaționale pot participa la activități în afara competiției oficiale, cum ar fi „Panorama cinematografiei mondiale” și alte secțiuni cu filme premiate la festivaluri internaționale.
Există, în cadrul competiției, mai multe premii, printre care: pentru cel mai bun film, cel mai bun actor, cea mai bună actriță, cel mai bun regizor și cel mai bun scriitor, acesta din urmă poartă numele scriitorului Abdul Hadi Adib și are o valoare de 200.000 de lire egiptene (36.000 de dolari SUA).

## Ediția din 2018
Festivalul  este prezidat de prințul Abaza și este sponsorizat de Ministerul Egiptean al Culturii în colaborare cu Guvernul Alexandriei. În 2018, cea de-a 34-a ediție a festivalului a avut loc la Bibliotheca Alexandrina. Potrivit președintelui festivalului, el-Amir Abaza, tema în acel an a fost „Ierusalimul este arab“, ca răspuns la inițiativa Statelor Unite de a muta ambasada SUA din Tel Aviv la Ierusalim. Această ediție a fost dedicată, de asemenea, în memoria actriței egiptene Nadia Lotfi.

## Vezi și
- Festivalul de Film de la Cairo